# Huetia leucorhina
Huetia leucorhina is een zoogdier uit de familie van de goudmollen (Chrysochloridae). De wetenschappelijke naam van de soort werd voor het eerst geldig gepubliceerd door Joseph Huet in 1885. De soort werd voorheen tot het geslacht Calcochloris gerekend, maar werd in 2010 verplaatst naar het geslacht Huetia.

## Voorkomen
De soort komt voor in het noorden van Angola, Congo-Brazzaville, Congo-Kinshasa, Gabon, Kameroen en de Centraal-Afrikaanse Republiek.

## Ondersoorten
Deze goudmol heeft de volgende ondersoorten:
- Huetia leucorhina leucorhina (Huet, 1885) – komt voor in verschillende geïsoleerde populaties in Angola, Congo-Kinshasa en Gabon.
- Huetia leucorhina cahni (E. Schwarz & Mertens, 1922) – komt voorin zuidelijk Kameroen, noordelijk Congo-Brazzaville en de zuidelijke Centraal-Afrikaanse Republiek.